# Bekyně černé L
Bekyně černé L (Arctornis l-nigrum) je druh nočního motýla z čeledi bekyňovitých, vyskytující se také na území České republiky.

## Popis

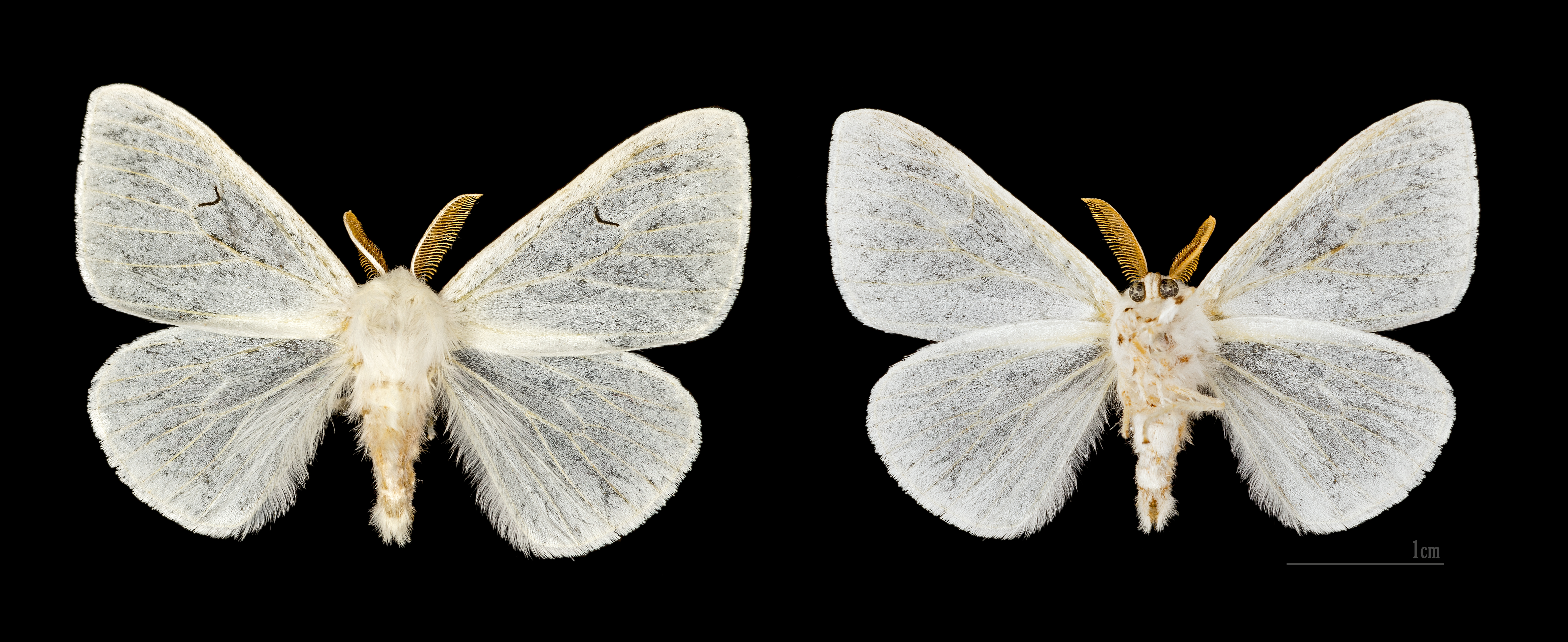
Sbírkový exemplář (samec)

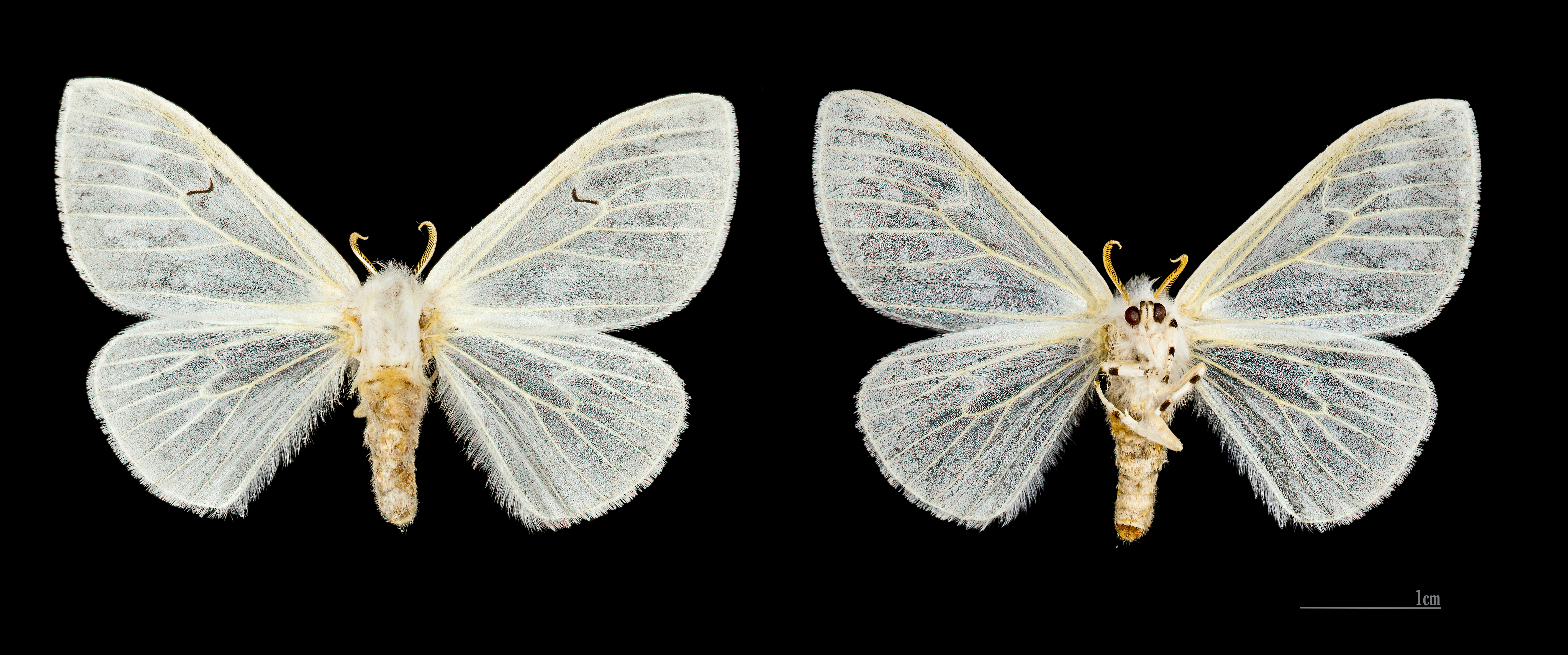
Sbírkový exemplář (samice)

Rozpětí křídel se pohybuje mezi 35–45 mm. Základní barvou je sněhově bílá. Velmi se podobá bekyni vrbové, od které se ale liší modrozeleným nádechem předních křídel a skvrnou ve tvaru tenkého černého písmene „L“ zhruba uprostřed při jejich předním okraji.

## Rozšíření
Vyskytuje se na území téměř celé Evropy (s výjimkou nejjižnějších a nejsevernějších oblastí) a zasahuje až do východní Asie. Na Britských ostrovech se vyskytuje jen vzácně, naposledy byla zaznamenána v Essexu mezi lety 1947–1960.

V krajině vyhledává výslunné svahy pokryté listnatými lesy a křovinami. Na místech výskytu se objevuje jen jednotlivě a nehojně, což může být důvodem, proč některé prameny hodnotí tento druh jako vzácný.

## Bionomie
Během roku vytváří jednu generaci, jejíž motýli létají během červnových a červencových nocí, někdy ještě v srpnu. V jižních oblastech výskytu se lze setkat i s neúplnou druhou generací (konec srpna až říjen). Podobně jako u jiných druhy bekyní, i u bekyně černé L se housenky líhnou z vajíček na podzim a po krátkém období žíru přezimují, aby na jaře pokračovaly ve vývinu. Nejsou příliš specializované; mohou se živit například listím buku, břízy, dubu, lípy, jilmu, lísky a dalších dřevin. Mladé housenky při vyrušení na listech unikají potenciálním predátorům pádem do podrostu.